# Liste der Biografien/Fun
Liste der Biografien |
Portal Biografien |
Personensuche
# |
A |
B |
C |
D |
E |
F |
G |
H |
I |
J |
K |
L |
M |
N |
O |
P |
Q |
R |
S |
T |
U |
V |
W |
X |
Y |
Z |
?
 
Fa |
Fe |
Ff |
Fh |
Fi |
Fj |
Fk |
Fl |
Fm |
Fn |
Fo |
Fr |
Ft |
Fu |
Fy
 
Fua |
Fub |
Fuc |
Fud |
Fue |
Fuf |
Fug |
Fuh |
Fui |
Fuj |
Fuk |
Ful |
Fum |
Fun |
Fuo |
Fuq |
Fur |
Fus |
Fut |
Fuw |
Fux |
Fuy |
Fuz
Die Liste der Biografien führt alle Personen auf, die in der deutschsprachigen Wikipedia einen Artikel haben. Dieses ist eine Teilliste mit 390 Einträgen von Personen, deren Namen mit den Buchstaben „Fun“ beginnt.

## Fun

### Funa
- Funabashi, Seiichi (1904–1976), japanischer Schriftsteller
- Funabashi, Yū (* 2002), japanischer Fußballspieler
- Funabashi, Yūma (* 1997), japanischer Fußballspieler
- Funada, Hajime (* 1953), japanischer Politiker
- Funahashi, Kyōta (* 2005), japanischer Fußballspieler
- Funaioli, Gino (1878–1958), italienischer Klassischer Philologe
- Funakawa, Takunosuke (* 1996), japanischer Fußballspieler
- Funaki, Kakeru (* 1998), japanischer Fußballspieler
- Funaki, Kazuyoshi (* 1975), japanischer Skispringer
- Funaki, Shoichi (* 1968), japanischer Wrestler
- Funakoshi, Gichin (1868–1957), japanischer Begründer des modernen KaratedōFunakoshi Gichin (1868–1957)

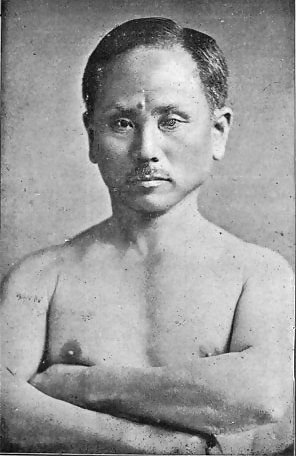
Funakoshi Gichin (1868–1957)

- Funakoshi, Katsura (1951–2024), japanischer zeitgenössischer Bildhauer und Grafiker
- Funakoshi, Mamoru (1840–1913), japanischer Politiker
- Funakoshi, Yasutake (1912–2002), japanischer Bildhauer und Grafiker
- Funakoshi, Yoshitaka (1906–1945), japanischer Karatemeister
- Funakoshi, Yūzō (* 1977), japanischer Fußballspieler
- Funakubo, Haruka (* 1998), japanische Judoka
- Funamoto, Kōji (* 1942), japanischer Fußballspieler
- Funamura, Tōru (1932–2017), japanischer Komponist und Sänger
- Funari, Dirce (* 1957), italienische Schauspielerin
- Funaro, Robert (* 1959), US-amerikanischer Film- und Fernsehschauspieler
- Funatani, Keisuke (* 1986), japanischer Fußballspieler
- Funatsu, Tetsuya (* 1987), japanischer Fußballspieler
- Funatsu, Yūya (* 1983), japanischer Fußballspieler
- Funayama, Takayuki (* 1987), japanischer Fußballspieler
- Funayama, Yūji (* 1985), japanischer Fußballspieler

### Func
- Funch, Blanche (1910–1989), dänische Schauspielerin
- Funch, John C. (1852–1935), deutscher Agronom, Gutsbesitzer, oldenburgischer Kammerpräsident und Oldenburgischer Landtagsabgeordneter
- Funchion, Kathleen (* 1981), irische Politikerin (Sinn Féin)
- Funck, Anna (* 1980), deutsche Journalistin, Fernsehmoderatorin und Autorin
- Funck, Bernd (1945–1996), deutscher Althistoriker
- Funck, Carl Ludwig (1825–1884), Kaufmann und Politiker der Freien Stadt Frankfurt
- Funck, Carl Ludwig (1852–1918), deutscher Lederhändler und Politiker (DFP), MdR
- Funck, Carl von (1881–1963), deutscher Politiker (DNVP)
- Funck, Christian (1659–1729), deutscher Pastor und Geschichtsschreiber
- Funck, David (1648–1701), böhmischer Komponist und Musiker
- Funck, Eugen (1862–1935), deutscher Apotheker
- Funck, Fabian, Gelehrter, Kurfürstlicher Rat und Propst in Cölln
- Funck, Friedrich Wilhelm von (1774–1830), preußischer Generalmajor und Kommandant der Festung Kolberg
- Funck, Hans (1953–2014), deutscher Filmeditor
- Funck, Hans von (1891–1979), deutscher General der Panzertruppe im Zweiten Weltkrieg
- Funck, Heinrich (1853–1932), deutscher Gymnasiallehrer und Historiker
- Funck, Heinrich Christian (1771–1839), deutscher Botaniker
- Funck, Hermann Nikolaus († 1802), deutscher Jurist
- Funck, Johann (1518–1566), deutscher evangelischer Theologe
- Funck, Johann Christoph (1759–1839), deutscher Brauereibesitzer und Politiker
- Funck, Johann Friedrich (1804–1857), deutscher Publizist und Schriftsteller
- Fünck, Johann Georg (1721–1757), deutscher Architekt, Baumeister und Kupferstecher
- Funck, Johann Heinrich, böhmischer Spitzenhändler, Gewerke, Stadtrichter, Ratsherr und Kirchenvorsteher von Frühbuß
- Funck, Johann Nicolaus (1693–1777), Philologe
- Funck, Johann Nikolaus (1715–1758), deutscher reformierter Theologe, Prediger und Hochschullehrer
- Funck, Jürgen von (1882–1963), Verwaltungsbeamter und Landrat
- Funck, Karl Maria (1892–1945), deutscher Landschaftsmaler
- Funck, Karl von (1839–1925), preußischer Generalleutnant
- Funck, Karl Wilhelm Ferdinand von (1761–1828), sächsischer Generalleutnant, Historiker
- Funck, Leo (1836–1923), deutscher Ingenieur und Erfinder
- Funck, Magdalena Rosina, deutsche Künstlerin und Blumenmalerin
- Funck, Paul Johannes von (1851–1913), preußischer Beamter, Regierungspräsident von Köslin (1908–1911)
- Funck, Peter E. (* 1951), deutscher Schauspieler
- Funck, Pierre (1846–1932), luxemburgischer Architekt
- Funck, Richard von (1841–1906), preußischer General der Infanterie
- Funck, Rolf (1930–2015), deutscher Volkswirtschaftler
- Funck, Theodor (1867–1919), deutscher Maler der Düsseldorfer Schule
- Funck, Thomas (1919–2010), schwedischer Autor und Musiker
- Funck, Werner (1881–1951), deutscher Schauspieler, Sänger und FilmregisseurWerner Funck (1881–1951)

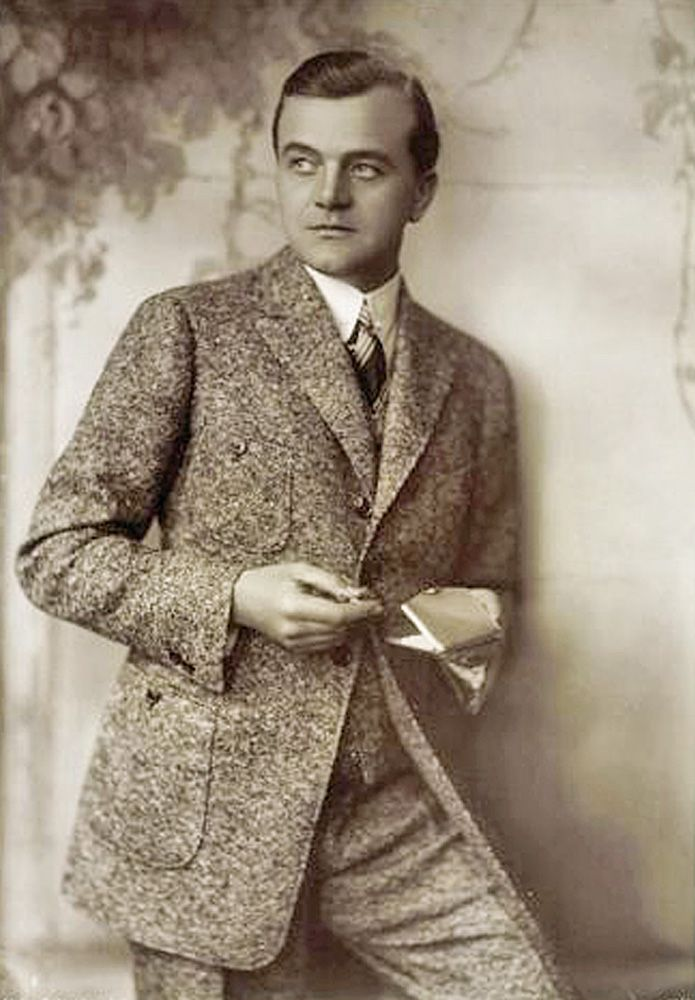
Werner Funck (1881–1951)

- Funck, Wilhelm (1858–1923), Oberbürgermeister von Elberfeld
- Funck-Brentano, Frantz (1862–1947), französischer Schriftsteller, Historiker und Theaterautor
- Funcke, Albert von (1868–1939), sächsischer Offizier und Kommandeur des Militär-St.-Heinrichs-Ordens
- Funcke, August Heinrich Ferdinand von (1787–1827), Landrat des Kreises Weißenfels
- Funcke, Bernhard von (1824–1902), sächsischer Generalleutnant
- Funcke, Bettina (* 1971), deutsche Kunsthistorikerin und Kunstautorin
- Funcke, Claudia von (* 1966), deutsche Bildhauerin und Fotografin
- Funcke, Danko von (1829–1896), deutscher Landrat und Politiker, MdR
- Funcke, Ferdinand Wilhelm von (1707–1784), deutscher Hofbeamter in Sachsen-Weißenfels und in Sachsen-Merseburg sowie Rittergutsbesitzer
- Funcke, Franz Leopold von (1790–1854), Kreisdeputierter des Kreises Weißenfels und Rittergutsbesitzer
- Funcke, Friedrich († 1699), deutscher Geistlicher, Kantor und Komponist
- Funcke, Johann Ferdinand August von (1713–1777), Geheimer Rat und außerordentlicher Gesandter und bevollmächtigter Minister
- Funcke, Johann Heinrich (1676–1722), deutscher Hofbeamter in Braunschweig-Wolfenbüttel sowie Rittergutsbesitzer
- Funcke, Johann Michael (1678–1749), deutscher Buchdrucker und Verleger
- Funcke, Liselotte (1918–2012), deutsche Politikerin (FDP), MdL, MdBLiselotte Funcke (1918–2012)

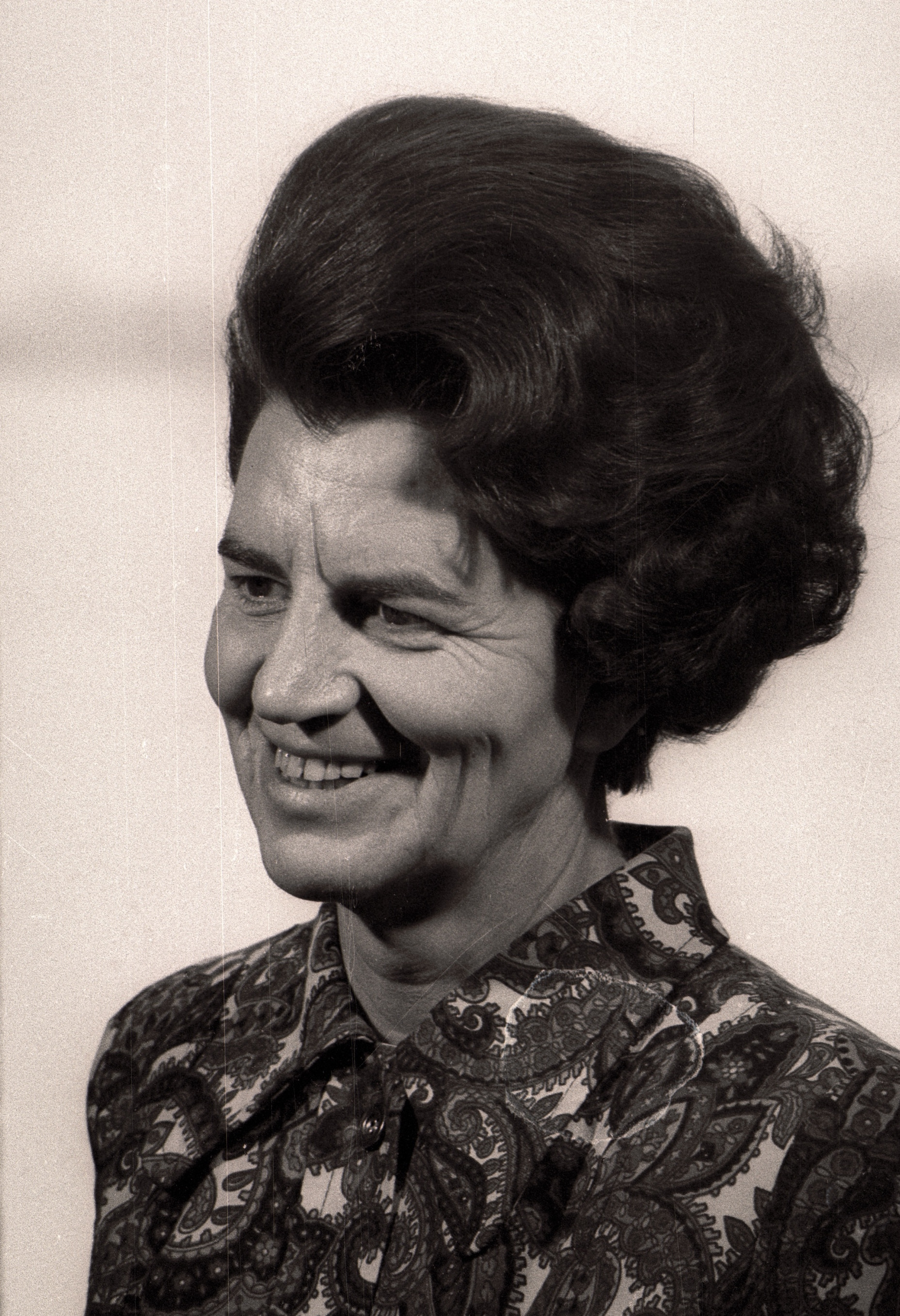
Liselotte Funcke (1918–2012)

- Funcke, Oscar (1885–1965), deutscher Unternehmer und Politiker (FDP), MdB
- Funcke, Otto (1836–1910), deutscher Volkserzähler und evangelischer Pastor
- Funcke, Wilhelm (1820–1896), deutscher Unternehmer
- Funcken, Fred (1921–2013), belgischer Comiczeichner
- Funcken, Liliane (1927–2015), belgische Comiczeichnerin
- Funcken, Roel, niederländischer Künstler, Musiker und Sounddesigner

### Fund
- Fund, Iván (* 1984), argentinischer Filmemacher
- Funda, Benno (* 1934), deutscher Radsportler
- Funda, Rolf (* 1940), deutscher Politiker (SED, PDS), MdL
- Funda, Willy (1906–1988), deutscher Radrennfahrer
- Fundal, Karsten (* 1966), dänischer Komponist
- Fundanga, Caleb, Direktor der Zentralbank von Sambia
- Fundanius Lamia Aelianus, Lucius, römischer Konsul (116)
- Funde, Sonwabo Eddie (1943–2018), südafrikanischer Anti-Apartheid-Aktivist und Diplomat
- Fundel, Georg (* 1954), deutscher Manager, Geschäftsführer der Flughafen Stuttgart GmbH
- Fundel, Tiberius (1897–1982), deutscher Politiker (CDU), MdL
- Funder, Anna (* 1966), australische Schriftstellerin, Dokumentarfilmerin und RechtsanwältinAnna Funder (* 1966)

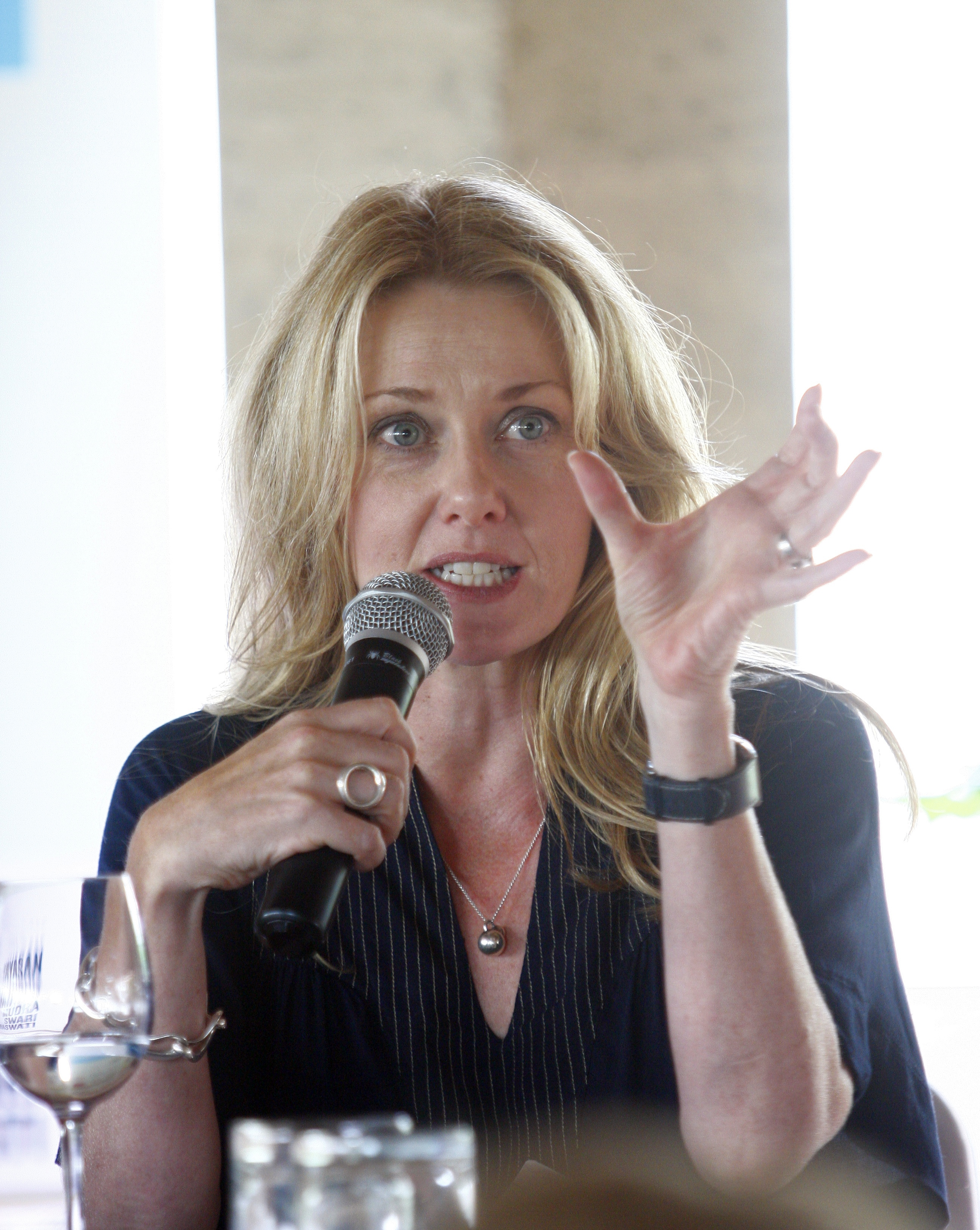
Anna Funder (* 1966)

- Funder, Friedrich (1872–1959), Herausgeber der Wiener Tageszeitung Reichspost
- Funder, Karl (1866–1943), österreichischer Unternehmer und Politiker, Landtagsabgeordneter
- Funder, Maria (* 1956), deutsche Soziologin
- Funder, Peter (1820–1886), österreichischer römisch-katholischer Bischof von Gurk (1881–1886)
- Funder, Peter (1854–1902), österreichischer Land- und Gastwirt und Politiker, Landtagsabgeordneter
- Funder, Tronier (1888–1964), dänischer Schauspieler
- Funder, Wilhelm (* 1919), deutscher Historiker und Politiker (NDPD), MdV
- Funderburgh, Anson (* 1954), US-amerikanischer Blues-Gitarrist und Bandleader
- Funderburk, David (* 1944), US-amerikanischer Politiker
- Funderburk, Kala (* 1992), US-amerikanische Sprinterin
- Fünderich, Astrid M. (* 1963), deutsche SchauspielerinAstrid M. Fünderich (* 1963)

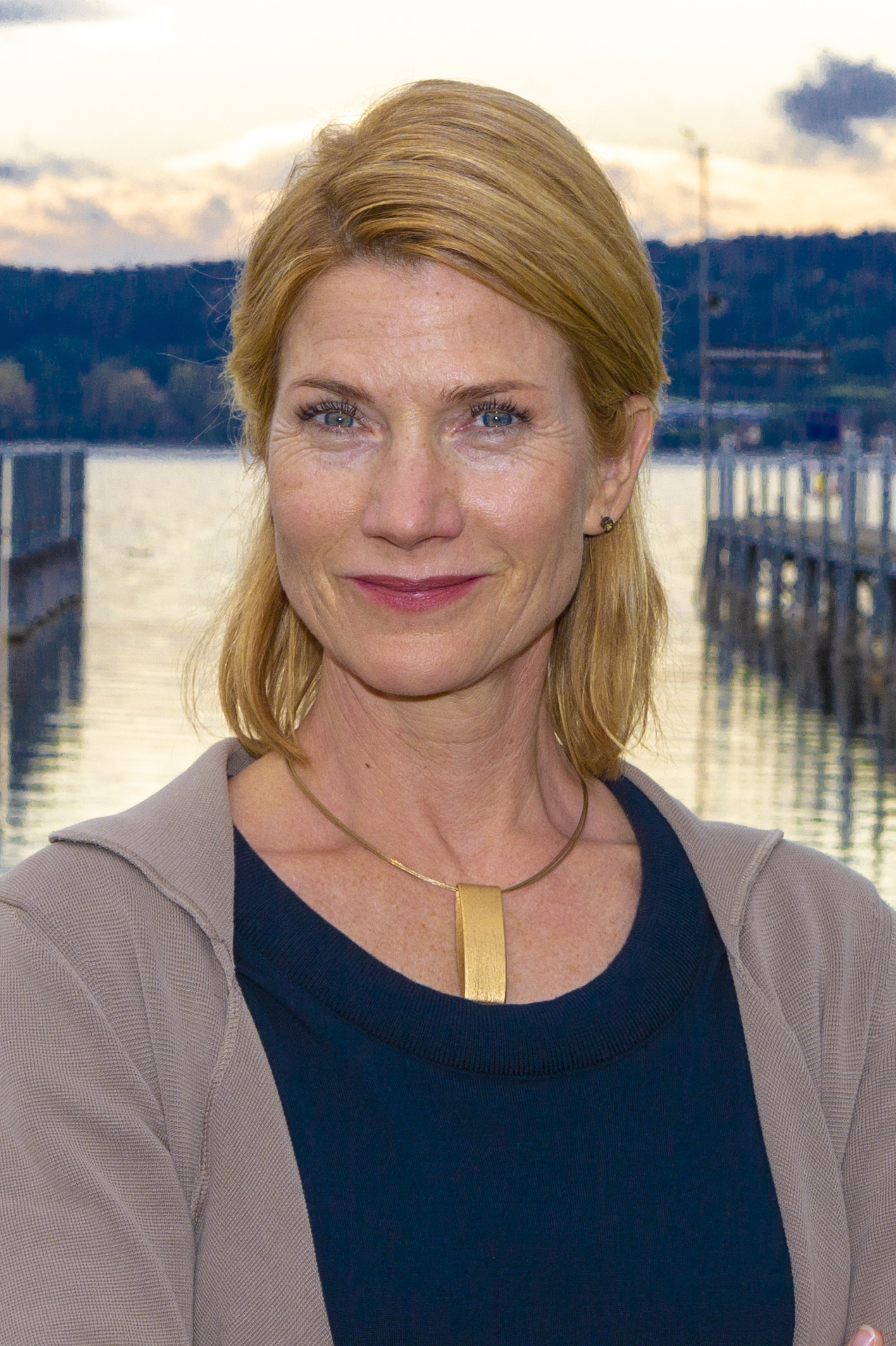
Astrid M. Fünderich (* 1963)

- Fünders, Gustav (1903–1973), deutscher Maler, Glasmaler, Mosaikkünstler und Zeichner
- Funderud, Kjerstin Wøyen (* 1970), norwegische Politikerin
- Fundin, Ove (* 1933), schwedischer Speedwayfahrer
- Fündling, Jörg (* 1970), deutscher Althistoriker
- Fundo, Lazar (1899–1944), albanischer kommunistischer Politiker
- Fundora López, Orlando (1927–2016), kubanischer Funktionär der Kommunistischen Partei Kubas und Ehrenpräsident des Weltfriedensrates
- Fundora, Iván (* 1976), kubanischer Ringer
- Funduklei, Iwan Iwanowitsch (1804–1880), russischer Archäologe und Politiker
- Fundulus, Gaius Fundanius, Volkstribun 248 v. Chr., römischer Konsul 243 v. Chr.

### Fune
- Funeck, Gottfried (1933–2011), deutscher Gartenarchitekt und Leiter des Ost-Berliner Stadtgartenamtes
- Funes Mori, Ramiro (* 1991), argentinischer Fußballspieler
- Funes Mori, Rogelio (* 1991), argentinisch-mexikanischer Fußballspieler
- Funes, Francisco (* 1950), salvadorianischer Radrennfahrer
- Funès, Isabelle de (* 1944), französische Schauspielerin und Sängerin
- Funes, José Gabriel (* 1963), argentinischer Ordensgeistlicher und Astronom
- Funès, Louis de (1914–1983), französischer Schauspieler, Komiker, Regisseur und Drehbuchautor spanischer AbstammungLouis de Funès (1914–1983)

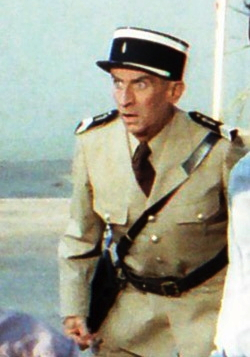
Louis de Funès (1914–1983)

- Funes, Mauricio (1959–2025), salvadorianischer Journalist und Politiker
- Funès, Olivier de (* 1949), französischer Schauspieler
- Funes, Sancho de († 1146), Benediktinermönch und Bischof des Bistums Calahorra in Spanien
- Funew, Iwan (1900–1983), bulgarischer Bildhauer

### Funf
- Funfack, Hans-Joachim (1921–2006), deutscher Urologe und Chirurg
- Funfack, Max (1895–1972), deutscher Urologe
- Fünfer, Ewald (1908–1995), deutscher Physiker
- Fünffrock, Daniel (* 1978), deutscher Schauspieler
- Fünfgeld, Hartmut (* 1975), deutscher Geograph
- Fünfgeld, Hermann (1931–2018), deutscher Publizist und Intendant des Süddeutschen Rundfunks (SDR)
- Fünfgeld, Traugott (* 1971), deutscher zeitgenössischer Komponist und Kirchenmusiker
- Fünfkirchen, Johann Bernhard von (1561–1635), österreichischer Freiherr, Protestant, beteiligt am Prager Fenstersturz
- Fünfkirchen, Otto Franz (1800–1872), österreichischer Gutsbesitzer, Landtagsabgeordneter, Landespräsident von Salzburg
- Fünfschilling, Hans (* 1940), Schweizer Politiker (FDP)
- Fünfsinn, Helmut (1954–2022), deutscher Jurist, Generalstaatsanwalt in Frankfurt am Main
- Fünfstück, Konrad (* 1980), deutscher Fußballspieler und -trainerKonrad Fünfstück (* 1980)

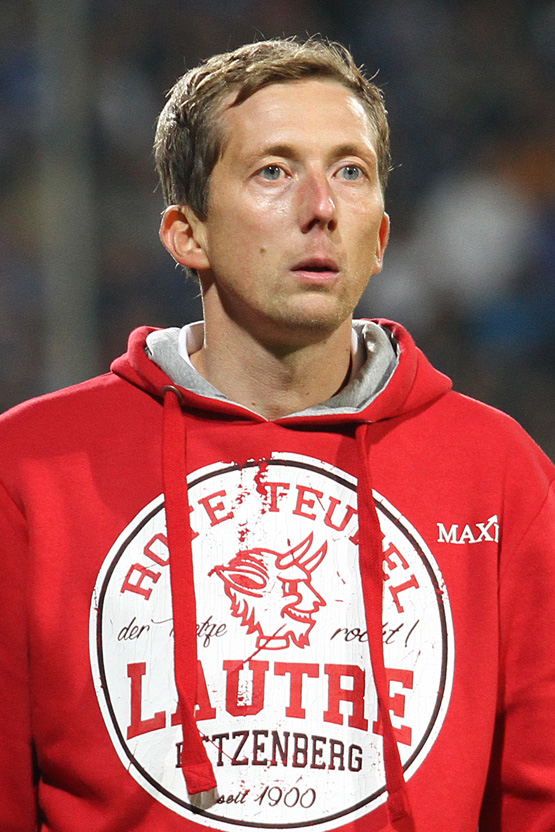
Konrad Fünfstück (* 1980)

- Fünfstück, Moritz (1856–1925), deutscher Botaniker und Hochschullehrer

### Fung
- Fung, Allan (* 1970), amerikanischer Rechtsanwalt und Politiker
- Fung, Ching-Hei (* 2003), chinesische Squashspielerin (Hongkong)
- Fung, Fiona (* 1983), chinesische Sängerin
- Fung, Inez (* 1949), US-amerikanische Klimatologin und Atmosphärenwissenschaftlerin
- Fung, Kwok Wai (* 1977), hongkong-chinesischer Snookerspieler
- Fung, Lori (* 1963), kanadische Turnerin
- Fung, Raymond (* 1969), US-amerikanischer Snookerspieler
- Fung, Stacey (* 1997), kanadische Tennisspielerin
- Fung, Stanley (* 1943), chinesischer Schauspieler und Regisseur
- Fung, Victor (* 1946), chinesischer Unternehmer
- Fung, Vivian (* 1975), kanadische Komponistin
- Fung, Willie (1896–1945), US-amerikanischer Schauspieler chinesischer Herkunft
- Fung, Yuan-Cheng (1919–2019), US-amerikanischer Ingenieur
- Fung-A-Fat, Mary (* 1994), guyanische Squashspielerin
- Fungai, Bernardino (1460–1516), italienischer Maler
- Funger, Julius (1829–1890), deutscher Gutsbesitzer und Politiker, MdL
- Fünger, Seymour (* 2002), deutscher Fußballspieler
- Funghini, Raffaello (1929–2006), italienischer Geistlicher, Kurienerzbischof der römisch-katholischen Kirche

### Funh
- Funhof, Hinrik († 1485), norddeutscher Maler der Spätgotik

### Funi
- Funi, Achille (1890–1972), italienischer Maler
- Funiati, Giovanni (* 1991), italienisch-französischer Schauspieler
- Funicello, Annette (1942–2013), US-amerikanische Schauspielerin und Sängerin
- Funiciello, Tamara (* 1990), Schweizer Politikerin (SP)Tamara Funiciello (* 1990)

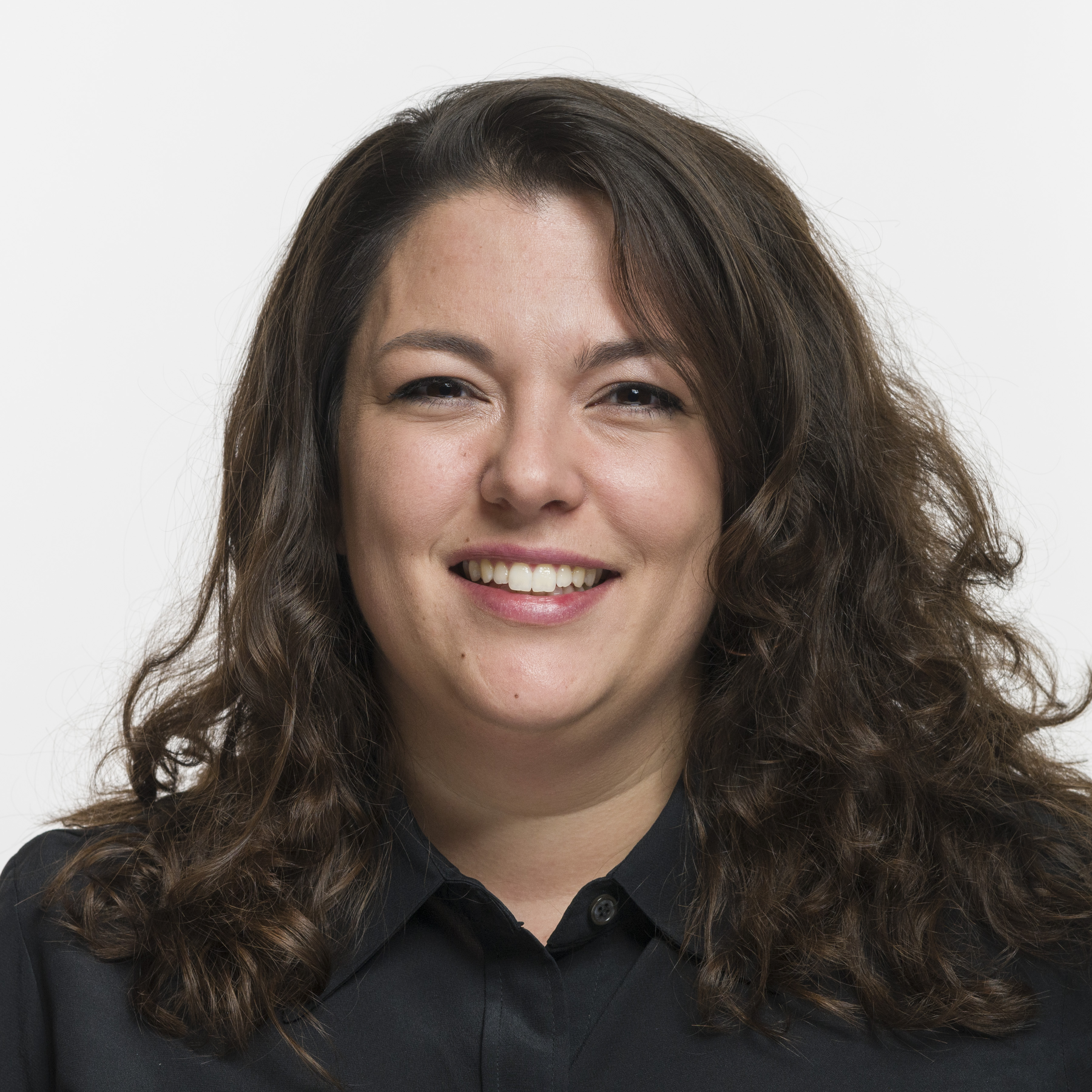
Tamara Funiciello (* 1990)

- Funiok, Rüdiger (* 1942), deutscher Kommunikationswissenschaftler, Medienethiker und Medienpädagoge
- Funisulanus Vettonianus, römischer Offizier (Kaiserzeit)
- Funisulanus Vettonianus, Lucius, römischer Konsul und Politiker

### Funk
- Funk D’Void (* 1971), schottischer Techno-Produzent
- Funk von Senftenau, Karl (1744–1806), deutsch-österreichischer Generalmajor und Feldmarschall-Leutnant
- Funk von Senftenau, Karl Friedrich (1748–1828), deutscher Hofmarschall und Kanzler im Fürstentum Lippe und damit Regierungschef (1810–1828)
- Funk, Adolf (1819–1889), deutscher Architekt und hannoverscher Baubeamter
- Funk, Adolf (1903–1996), Schweizer Maler, Zeichner und Mosaikkünstler
- Funk, Albert (1887–1979), deutscher Apotheker, Prähistoriker und Heimatforscher
- Funk, Albert (1894–1933), deutscher Politiker (KPD), MdR und Widerstandskämpfer
- Funk, Alexander (* 1974), deutscher Filmproduzent
- Funk, Alexander (* 1974), deutscher Politiker (CDU), MdL, MdBAlexander Funk (* 1974)

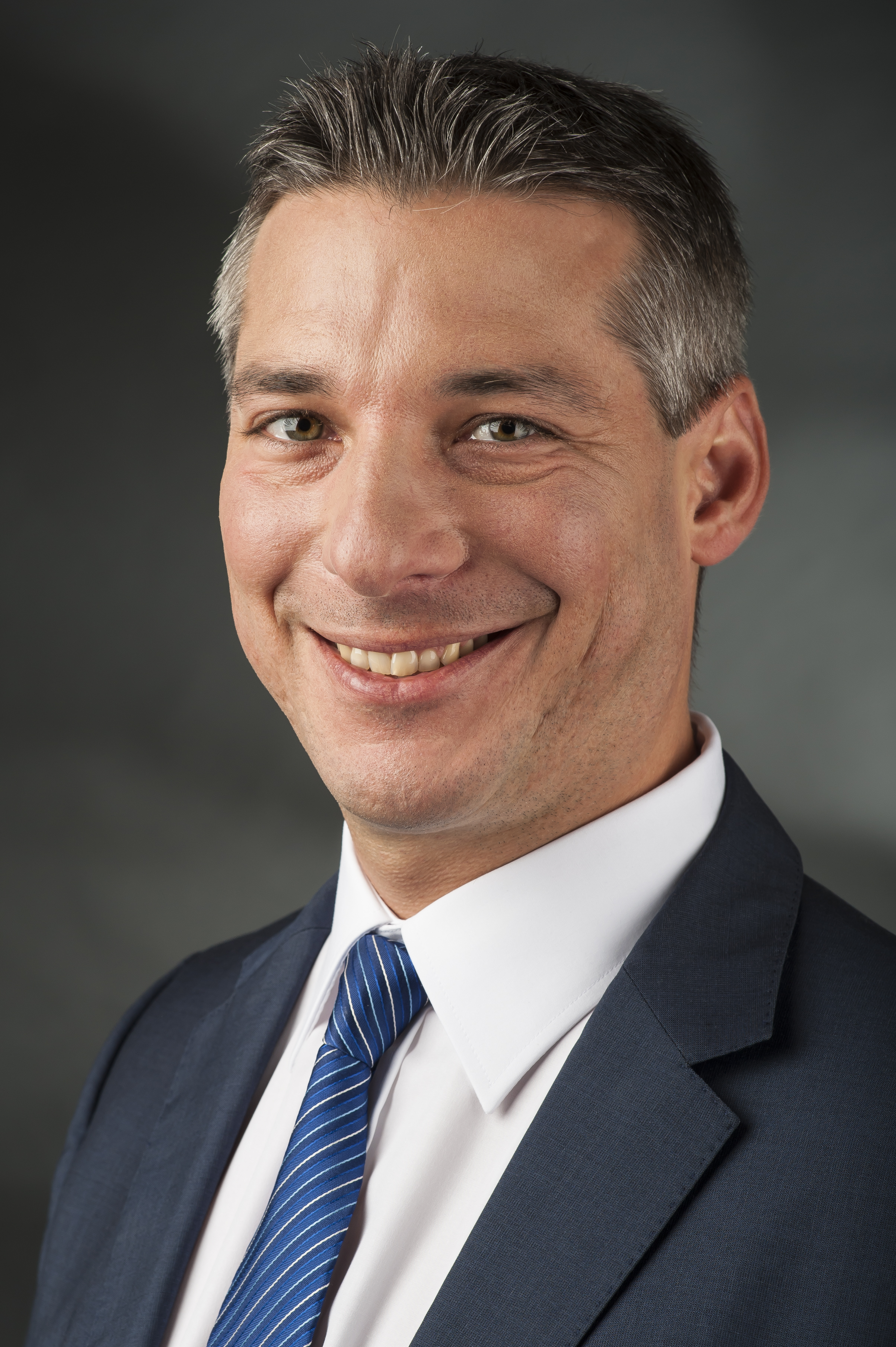
Alexander Funk (* 1974)

- Funk, Alexander Ludwig (1806–1871), Schweizer Politiker und Richter, Tagsatzungspräsident
- Funk, Alfred (1897–1943), deutscher Richter und aktiver Nationalsozialist
- Funk, Alois (1914–1942), deutscher römisch-katholischer Geistlicher und Märtyrer
- Funk, Anne (* 1980), deutsche Journalistin und Regierungssprecherin
- Funk, Annie (1874–1912), US-amerikanische Missionarin und Todesopfer der TitanicAnnie Funk (1874–1912)

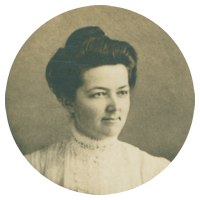
Annie Funk (1874–1912)

- Funk, Benjamin F. (1838–1909), US-amerikanischer Politiker
- Funk, Bernd-Christian (* 1943), österreichischer Rechtswissenschaftler
- Funk, Bernhard (1844–1911), deutscher Mediziner, Meteorologe und Sammler
- Funk, Carl, Theaterschauspieler und -regisseur
- Funk, Carl Friedrich (1897–1985), deutscher Dermatologe und Hochschullehrer
- Funk, Casimir (1884–1967), polnisch-US-amerikanischer Biochemiker
- Funk, Christlieb Benedict (1736–1786), deutscher Physiker und Mathematiker
- Funk, Daniel († 1787), Schweizer Uhrmacher
- Funk, Dory Jr. (* 1941), US-amerikanischer Wrestler und Wrestling-Trainer
- Funk, Edward (1936–2016), US-amerikanischer Tätowierer
- Funk, Emmy (1915–1974), österreichische Opernsängerin mit der Stimmlage Sopran
- Funk, Erich (1903–1967), deutscher antifaschistischer Widerstandskämpfer und SED-Funktionär in der DDR
- Funk, Eugen (1911–2004), deutscher Künstler, Grafikdesigner, Typograf und Hochschullehrer
- Funk, Felix (1905–1976), deutscher Maler und Zeichner
- Funk, Florian (* 1969), deutscher Eishockeyspieler
- Funk, Frank H. (1869–1940), US-amerikanischer Politiker
- Funk, Franz Ernst Theodor (1768–1820), preußischer Baubeamter und Strombaumeister
- Funk, Franz Xaver von (1840–1907), deutscher Geistlicher, Theologe und Hochschullehrer
- Funk, Fred (* 1956), US-amerikanischer Golfer
- Funk, Frederic (* 1997), deutscher Triathlet
- Funk, Friederike (* 1796), deutsche Opernsängerin (Sopran)
- Funk, Friedrich (1804–1882), deutscher Bildhauer
- Funk, Friedrich (1847–1897), deutscher Jurist und Politiker
- Funk, Friedrich (1900–1963), deutscher Politiker (CSU), MdB
- Funk, Fritz (1857–1938), schweizerisch-deutscher Industrieller
- Funk, Georg (1901–1990), deutscher Architekt und Stadtplaner
- Funk, Gottfried Benedict (1734–1814), deutscher Pädagoge
- Funk, Greg, Maskenbildner, Spezialeffektkünstler und Stuntman
- Funk, Gunter (* 1949), deutscher Handballspieler und Handballtrainer
- Funk, Hans, Schweizer Glasmaler
- Funk, Hans (1928–2002), deutscher Zeichner
- Funk, Hans (1936–2021), deutscher Heimatforscher und Publizist
- Funk, Hans-Ulrich (* 1947), deutscher Orgelbauer, Kantor, Organist, Komponist und Orgelsachverständiger sowie Autor
- Funk, Harald (1918–1992), österreichischer Chemiker
- Funk, Heike (* 1968), deutsche Triathletin
- Funk, Heinrich (1807–1877), deutscher Landschaftsmaler
- Funk, Heinrich (1893–1981), deutscher Musiklehrer und Komponist
- Funk, Heinrich (1904–1977), Schweizer Organist, Chor- und Orchesterleiter
- Funk, Heinz (1915–2013), deutscher Filmkomponist
- Funk, Hermann (1911–1978), deutscher Politiker (SPD), MdBB
- Funk, Hermann (* 1953), deutscher Germanist
- Funk, Honor (1930–2022), deutscher Politiker (CDU), MdB, MdEP
- Funk, Horst (* 1933), deutscher Tischtennisspieler
- Funk, Isabell (* 1957), deutsche Journalistin und Chefredakteurin beim Trierischen Volksfreund
- Funk, Jens (* 1954), deutscher Physiker und Ophthalmologe
- Funk, Johann (1792–1867), deutscher Geistlicher, evangelisch-lutherischer Pastor
- Funk, Johann Friedrich († 1775), Schweizer Bildhauer
- Funk, Johann Friedrich (1745–1811), Schweizer Bildhauer
- Funk, Karl (1781–1857), deutscher Pädagoge
- Funk, Klaus (* 1954), deutscher Fußballtorhüter
- Funk, Lissy (1909–2005), deutsche Stickerin
- Funk, Lorenz junior (* 1969), deutscher Eishockeyspieler
- Funk, Lorenz senior (1947–2017), deutscher Eishockeyspieler und -trainer
- Funk, Ludwig († 1813), deutscher Räuber
- Funk, Marian (* 1980), deutscher Theaterschauspieler und Sprecher
- Funk, Marius (* 1996), deutscher FußballtorhüterMarius Funk (* 1996)

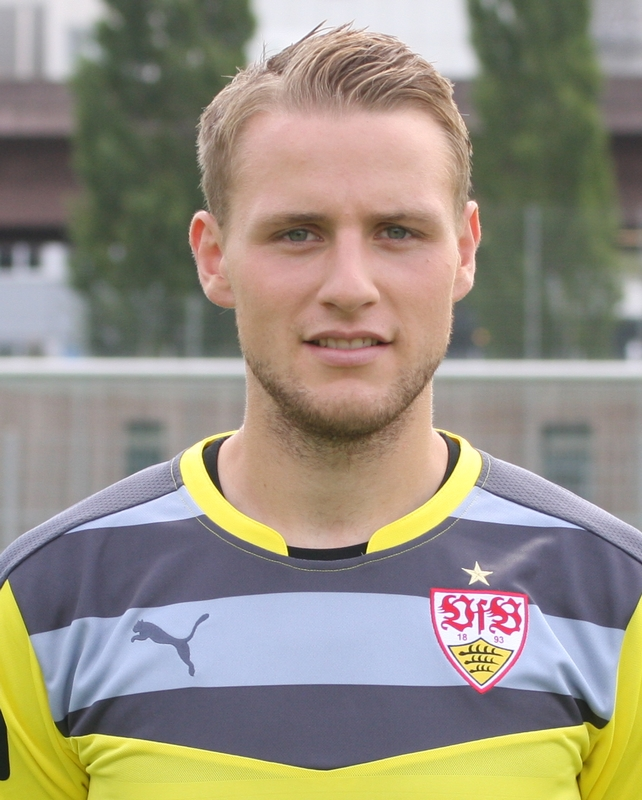
Marius Funk (* 1996)

- Funk, Martin (1835–1922), deutscher Jurist und Heimathistoriker
- Funk, Mathäus († 1783), Schweizer Ebenist
- Funk, Michael (1780–1858), Landtagsabgeordneter Großherzogtum Hessen
- Funk, Michael (* 1941), Schweizer Handballspieler
- Funk, Michael (* 1986), kanadischer Eishockeyspieler
- Funk, Mirna (* 1981), deutsche Schriftstellerin und JournalistinMirna Funk (* 1981)

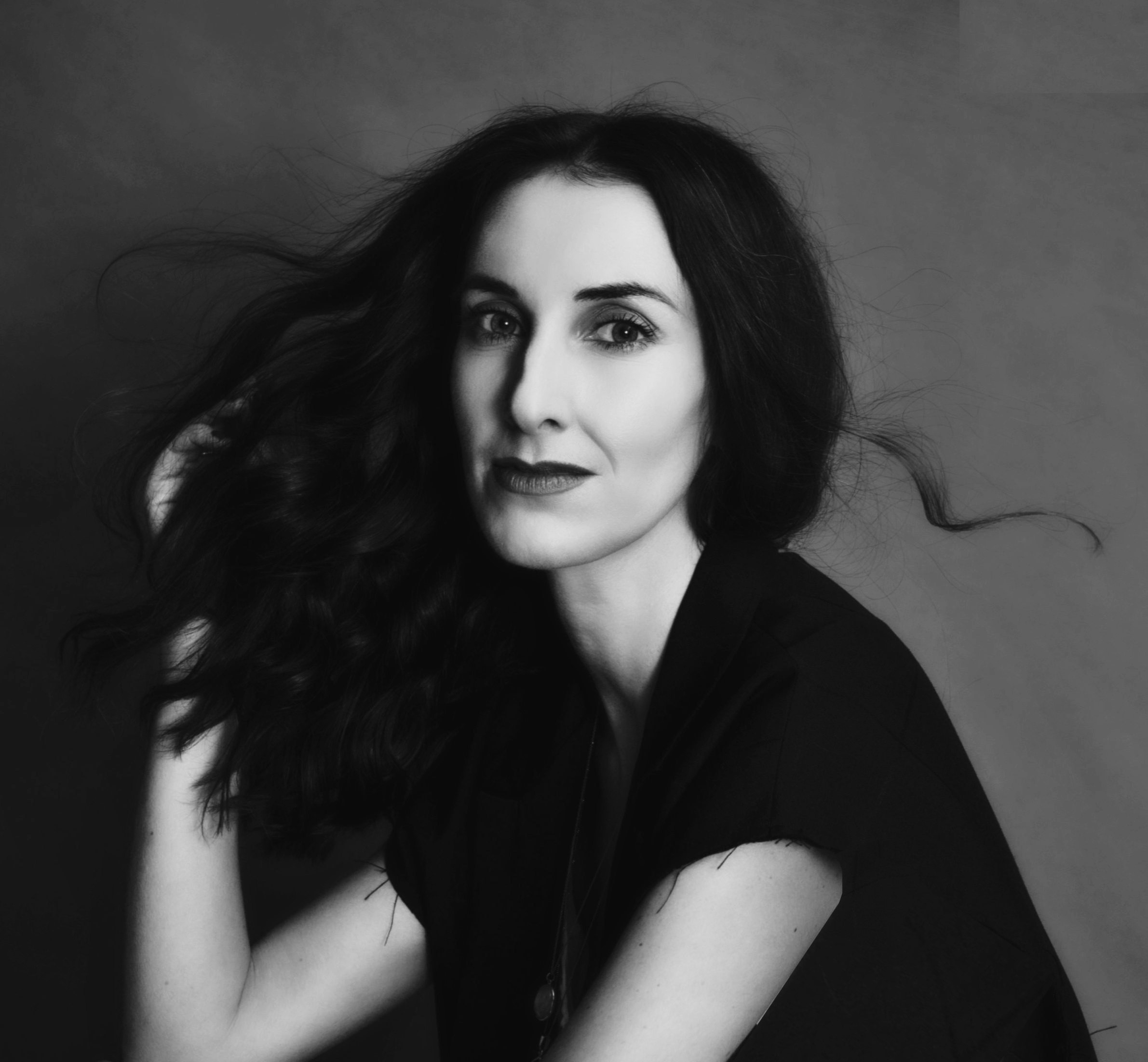
Mirna Funk (* 1981)

- Funk, Moriz (1831–1905), österreichischer Marineoffizier
- Funk, Nikolaus (1767–1857), deutscher lutherischer Theologe und Pastor
- Funk, Nolan Gerard (* 1986), kanadischer Schauspieler und Sänger
- Funk, Oskar (* 1896), deutscher Landrat und Verwaltungsrichter
- Funk, Patrick (* 1990), deutscher Fußballspieler
- Funk, Paul (1886–1969), österreichischer Mathematiker
- Funk, Paul (* 1899), deutscher Landrat
- Funk, Paul E. II (* 1962), US-amerikanischer Offizier, General der US-Army
- Funk, Paul E. Sr. (* 1940), US-amerikanischer Offizier, Generalleutnant der US-Army
- Funk, Peter (* 1953), deutscher Generalmajor der Luftwaffe
- Funk, Philipp (1884–1937), deutscher Historiker
- Funk, Rainer (* 1943), deutscher Psychoanalytiker und Nachlassverwalter von Erich Fromm
- Funk, Ricarda (* 1992), deutsche Kanutin (Kanuslalom)
- Funk, Richard (* 1926), deutscher Science-Fiction-Autor
- Funk, Robert (1942–2020), deutscher Bibliothekswissenschaftler
- Funk, Sabine (* 1963), deutsche Verwaltungs- und Verfassungsrichterin
- Funk, Siegfried (1944–2007), deutscher Kampfrichter und Sportfunktionär
- Funk, Stefan (* 1960), deutscher Politiker (CSU), Bezirkstagspräsident Unterfranken
- Funk, Terry (1944–2023), US-amerikanischer Wrestler
- Funk, Theodor (1826–1896), württembergischer Oberamtmann
- Funk, Theophil (1912–1983), deutscher evangelisch-methodistischer Theologe
- Funk, Thomas (* 1962), deutscher Politiker (SPD), MdL
- Funk, Vicki (1947–2019), US-amerikanische Botanikerin
- Funk, Viktor (* 1978), deutscher Schriftsteller und Journalist
- Funk, Vilém (1875–1955), tschechischer Politiker und Rechtswissenschafter
- Funk, Wally (* 1939), US-amerikanische Pilotin und Weltraumtouristin
- Funk, Walther (1890–1960), deutscher Journalist und Politiker (NSDAP), MdRWalther Funk (1890–1960)

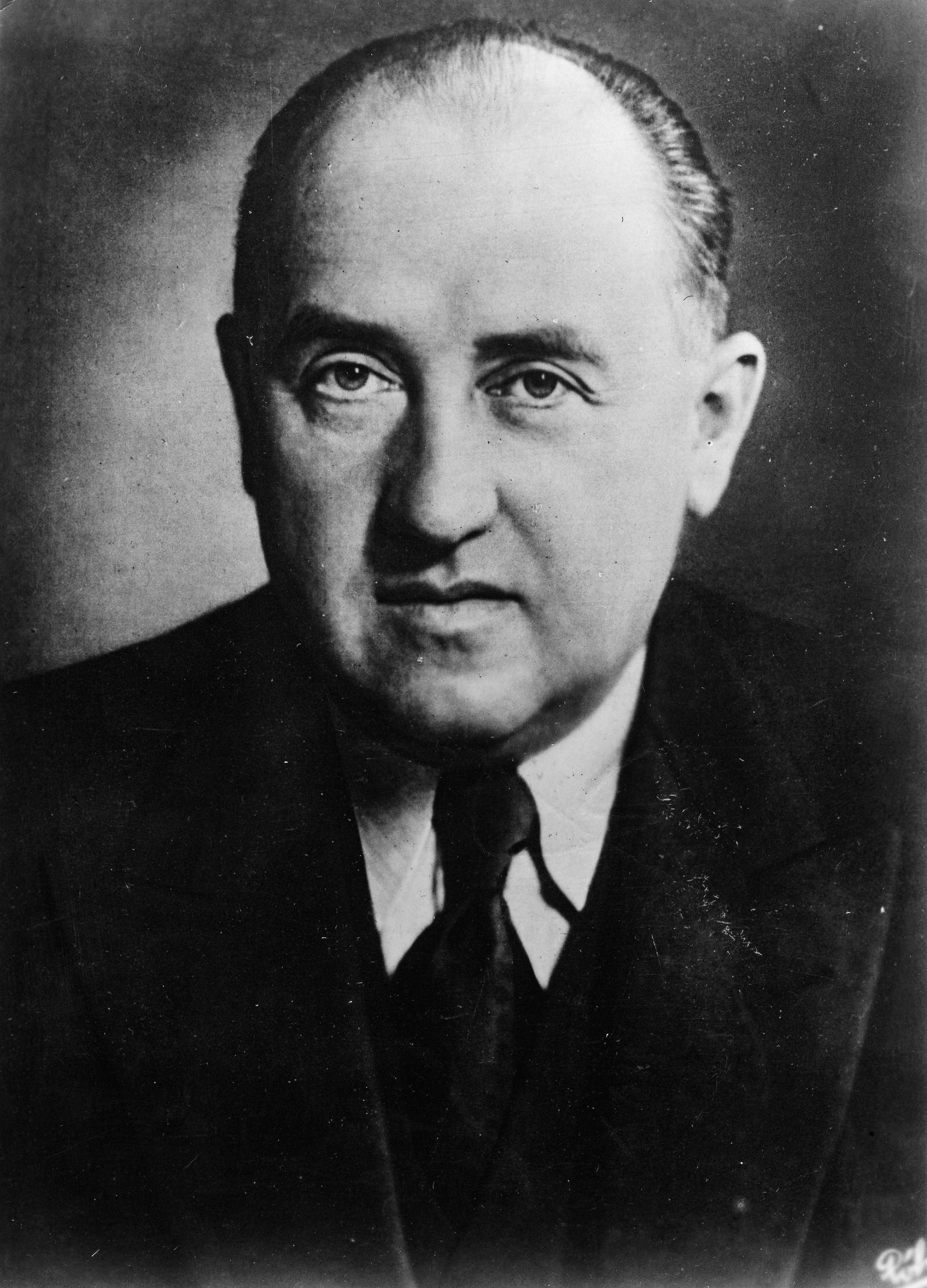
Walther Funk (1890–1960)

- Funk, Waltraud (* 1957), deutsche Bildhauerin und Fotografin
- Funk, Werner (* 1937), deutscher Journalist, Chefredakteur des Spiegel und Herausgeber des Stern
- Funk, Wes (1969–2015), kanadischer Schriftsteller und Fernsehmoderator
- Funk, Winfried (1933–1997), deutscher Bundesrichter
- Funk, Wolf-Peter (1943–2021), deutscher Theologe, Linguist und Übersetzer koptischer Texte
- Funk, Wolfram (* 1938), deutscher Maschinenbauingenieur
- Funkat, Walter (1906–2006), deutscher Gebrauchsgrafiker, Hochschullehrer und DDR-Kulturfunktionär
- Funke, Alex (1914–2003), deutscher evangelischer Geistlicher
- Funke, Alex (* 1944), US-amerikanischer Spezialeffektkünstler
- Funke, Alfred (1869–1941), deutscher Theologe, Journalist und Schriftsteller
- Funke, Alois von (1834–1911), österreichischer Politiker
- Funke, Andreas (* 1972), deutscher Jurist
- Funke, Annie (* 1985), US-amerikanische Schauspielerin
- Funke, Arno (* 1950), deutscher Grafiker, Autor und ehemaliger Kaufhaus-ErpresserArno Funke (* 1950)

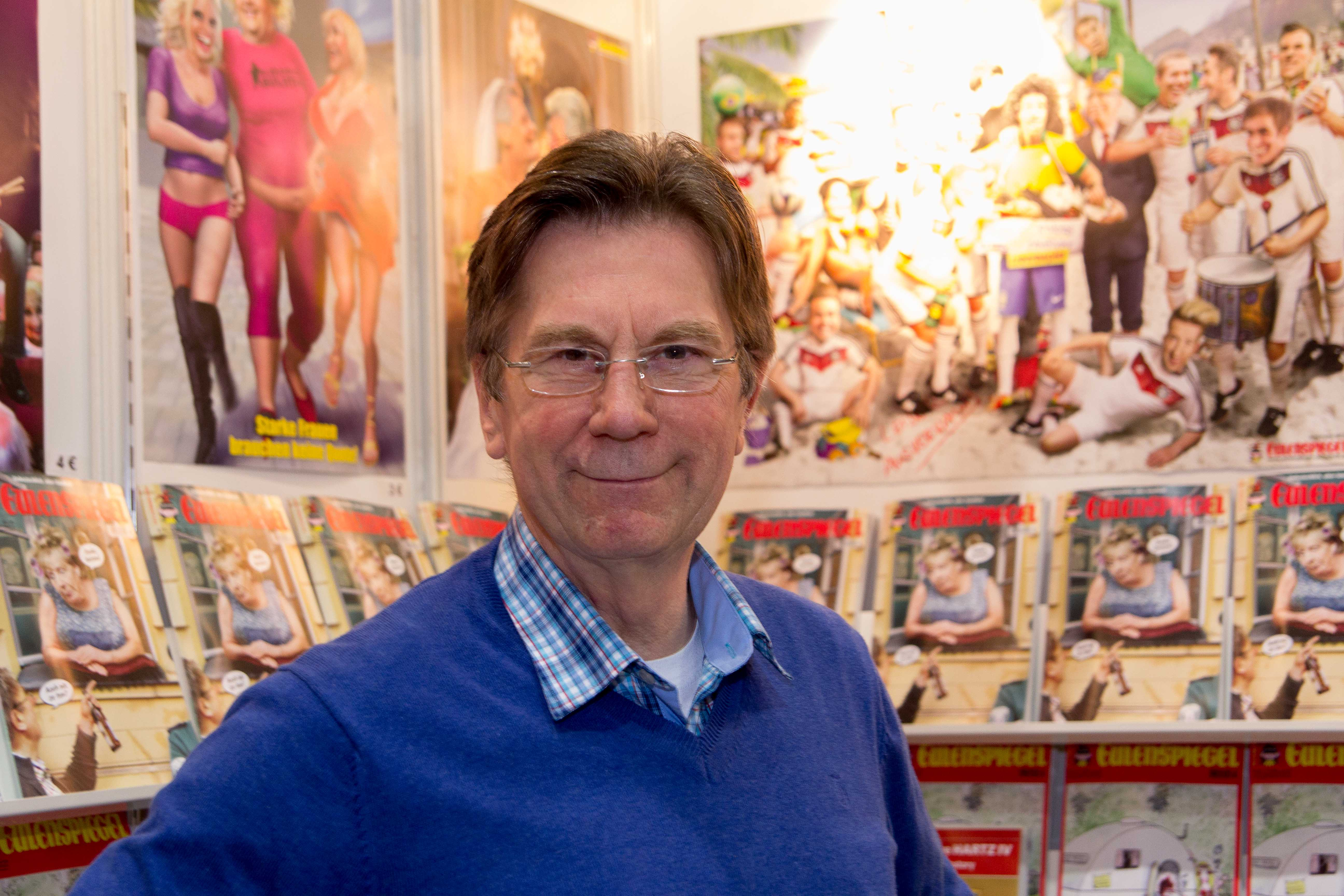
Arno Funke (* 1950)

- Funke, Bernhard Dietrich (1799–1837), deutscher Maler
- Funke, Birge (* 1974), deutsche Schauspielerin und Sängerin
- Funke, Carl (1855–1912), deutscher Unternehmer, Kommunalpolitiker und Mäzen
- Funke, Carl Philipp (1752–1807), deutscher Schriftsteller und Gymnasiallehrer
- Funke, Christian (* 1949), deutscher Geiger
- Funke, Christiane (1944–2008), deutsche Politikerin (SPD), Lehrerin, Volkskammerabgeordnete
- Funke, Christoph (1934–2016), deutscher Theaterkritiker
- Funke, Cornelia (* 1958), deutsche Kinder- und JugendbuchautorinCornelia Funke (* 1958)

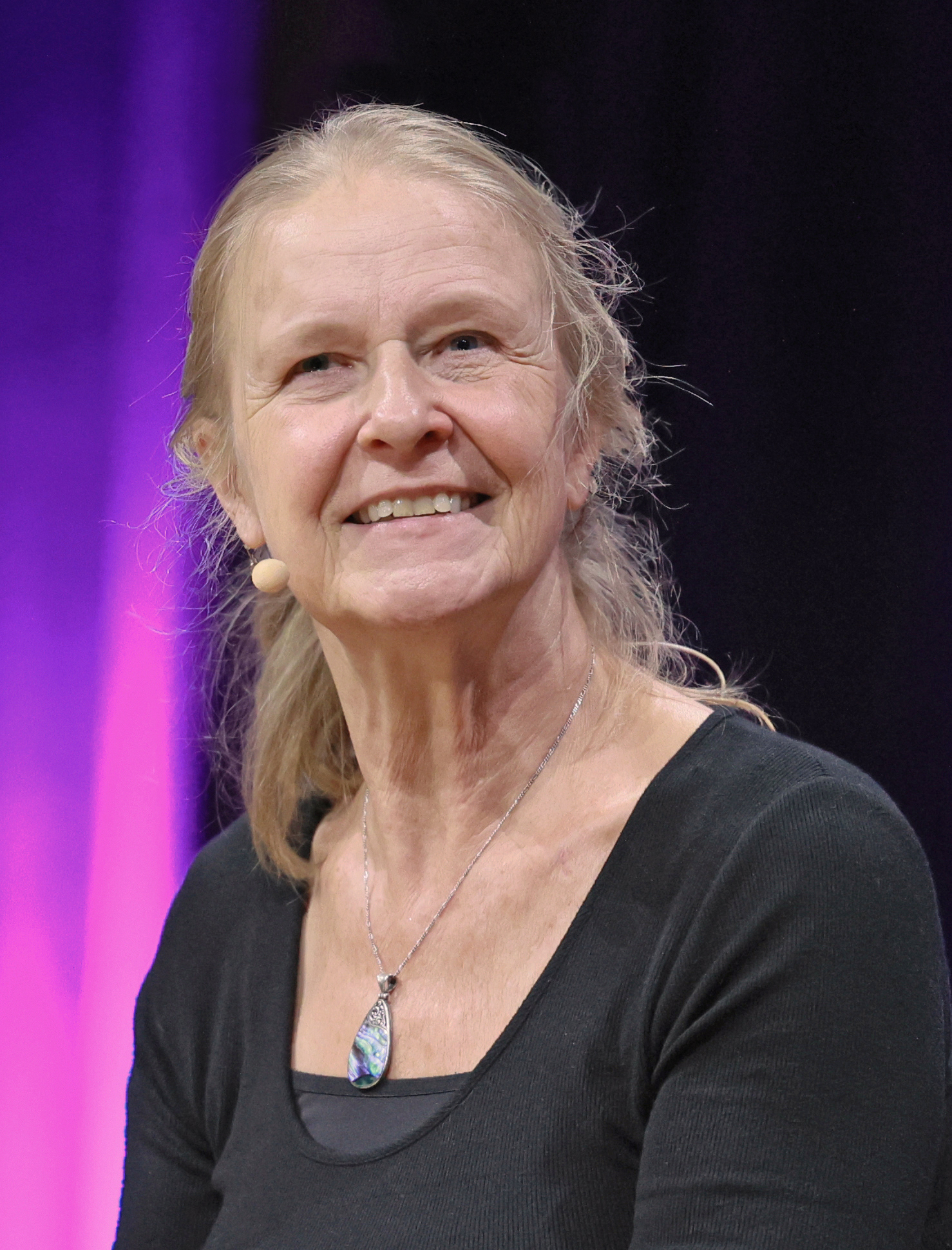
Cornelia Funke (* 1958)

- Funke, Ewald (1905–1938), deutscher Widerstandskämpfer
- Funke, Fabian (* 1997), deutscher Politiker (SPD), MdB
- Funke, Felix (1865–1932), deutscher Vizeadmiral der Kaiserlichen Marine
- Funke, Friedrich (1854–1920), deutscher Industrieller
- Funke, Fritz (1821–1884), deutscher Bauunternehmer, Industrieller und Stadtverordneter in Essen
- Funke, Fritz (1888–1975), deutscher Kaufmann, Aufsichtsratsvorsitzender
- Funke, Fritz (1907–1977), deutscher Radsportler
- Funke, Fritz (1920–2018), deutscher Buchwissenschaftler, Schriftsteller und Grafiker
- Funke, Georg (1955–2018), deutscher Bankmanager
- Funke, Gerald (* 1964), deutscher Luftwaffenoffizier, Generalleutnant
- Funke, Gerhard (1914–2006), deutscher Philosoph
- Funke, Hajo (* 1944), deutscher Politik- und KulturwissenschaftlerHajo Funke (* 1944)

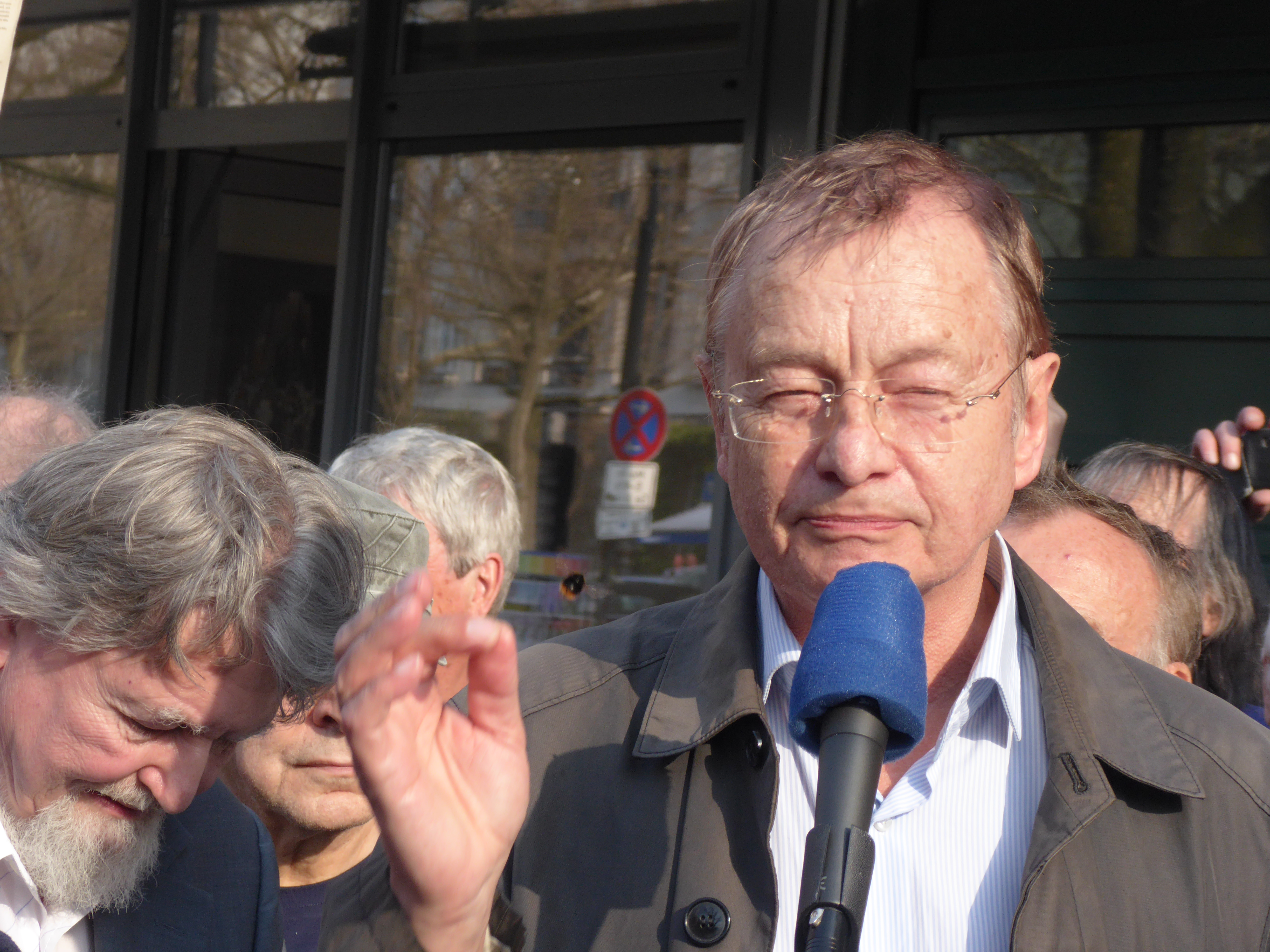
Hajo Funke (* 1944)

- Funke, Hans-Günter (* 1947), deutscher Fußballspieler
- Funke, Hans-Werner (* 1938), deutscher Konzert- und Gastspielveranstalter
- Funke, Harald (* 1931), deutscher Maschinenschlosser und Mitglied der Volkskammer der DDR
- Funke, Heinz (1911–1993), deutscher Arzt, Abgeordneter des Deutschen Volksrates und der Volkskammer
- Funke, Helene (1869–1957), deutsche Malerin und Graphikerin
- Funke, Hermann (1884–1970), deutscher Ingenieur
- Funke, Hermann (1938–2015), deutscher Klassischer Philologe
- Funke, Jakob (1901–1975), deutscher Verleger, Journalist und Unternehmer
- Funke, Jan-Lukas (* 1999), deutscher Fußballspieler
- Funke, Jaromír (1896–1945), tschechischer Fotograf
- Funke, Jean-Rodrique (* 1978), deutscher Trapez-Artist
- Funke, Jil (* 1988), deutsche Schauspielerin
- Funke, Joachim (* 1930), deutscher SED-Funktionär (DDR) und Kombinatsdirektor in der DDR
- Funke, Joachim (* 1953), deutscher Psychologe
- Funke, Johannes (* 1969), deutscher Politiker (parteilos, SPD)
- Funke, Karl-Heinz (* 1946), deutscher Politiker (SPD), MdLKarl-Heinz Funke (* 1946)

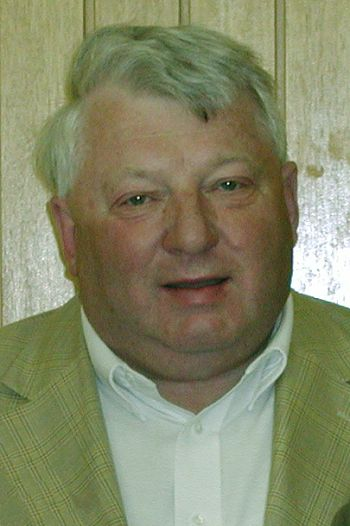
Karl-Heinz Funke (* 1946)

- Funke, Kirstin (* 1973), deutsche Politikerin (FDP), MdL
- Funke, Klaus (1944–2024), deutscher Physikochemiker
- Funke, Klaus (* 1947), deutscher Schriftsteller
- Funke, Lars (* 1972), deutscher Eisschnellläufer
- Funke, Linus (1877–1961), deutscher Gewerkschafter und Politiker
- Funke, Lydia (* 1982), deutsche Politikerin (AfD), MdL
- Funke, Manfred (1939–2010), deutscher Politikwissenschaftler und Zeithistoriker
- Funke, Max (1879–1943), deutscher Autor
- Funke, Max (1895–1980), deutscher Unternehmer
- Funke, Michael (* 1956), deutscher Ökonom
- Funke, Otto (1828–1879), deutscher Physiologe und Hochschullehrer
- Funke, Otto (1885–1973), österreichischer Anglist, Sprachwissenschaftler und Hochschullehrer
- Funke, Otto (1915–1997), deutscher KPD- und SED-Funktionär, MdV
- Funke, Patrick (* 1990), deutscher E-Sportler
- Funke, Peter (1927–2023), deutscher Anglist, Fachdidaktiker und Hochschullehrer
- Funke, Peter (* 1950), deutscher Althistoriker
- Funke, Rainer (* 1940), deutscher Politiker (FDP), MdB
- Funke, Rolf (1910–1988), deutscher Spielzeugproduzent
- Funke, Sabine (* 1955), deutsche Malerin
- Funke, Sascha (* 1977), deutscher DJSascha Funke (* 1977)
- Funke, Tobias (* 1982), Schweizer Koch

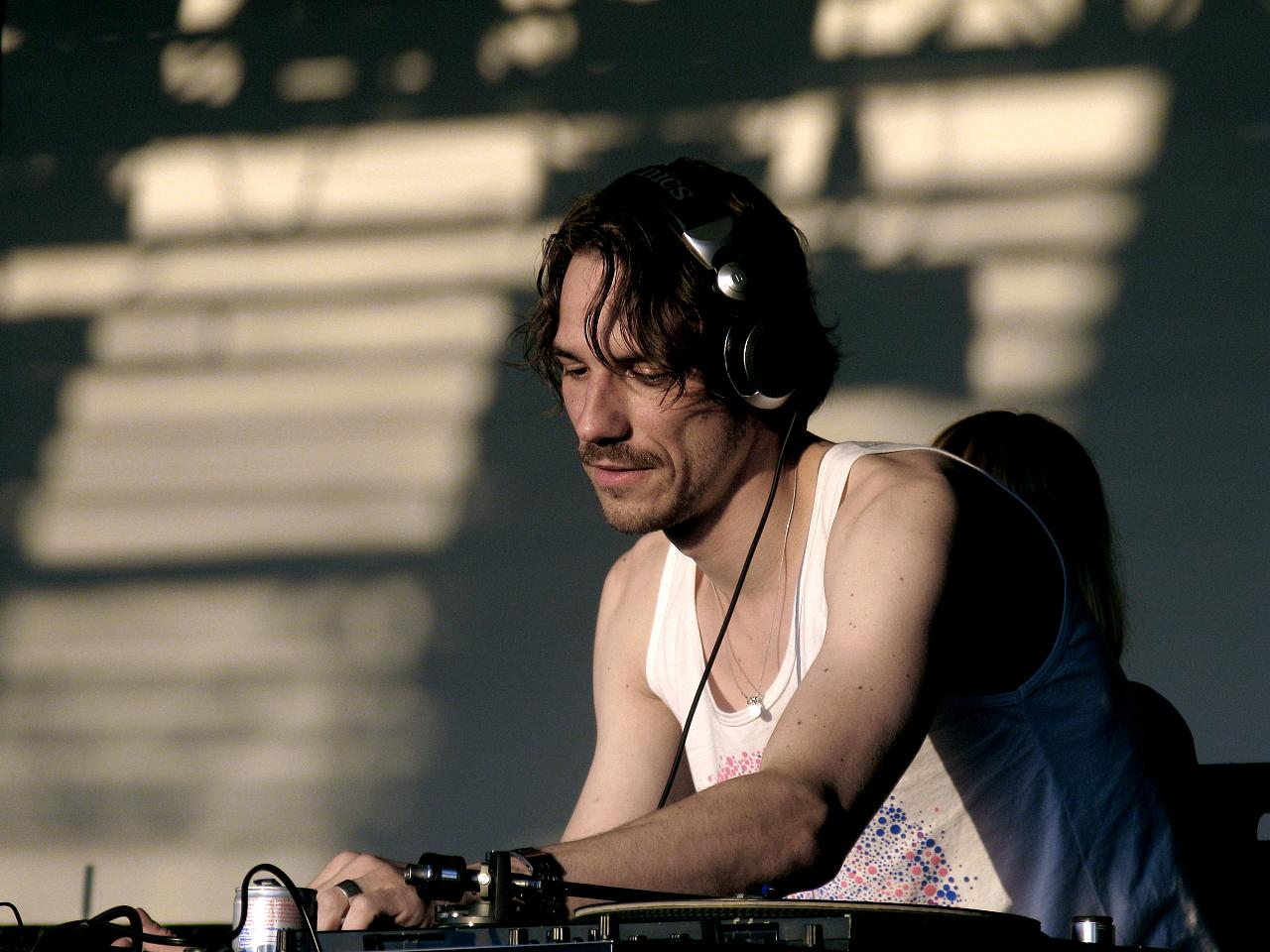
Sascha Funke (* 1977)

- Funke, Uli (* 1969), deutscher Chefredakteur eines Radiosenders
- Funke, Ursula (1939–2020), deutsche Wirtschaftswissenschaftlerin, Hochschullehrerin und Politikerin
- Funke, Walter von (1832–1900), deutscher Agrarwissenschaftler
- Funke, Werner (1928–2020), deutscher Chemiker
- Funke, Werner (1931–2021), deutscher Zoologe
- Funke, Willi (* 1937), deutscher Radrennfahrer
- Funke, Wolfgang (1937–2009), deutscher Schriftsteller
- Funke-Elbstadt, Rigobert (1891–1960), Direktor des Salzburg Museums
- Funke-Kaiser, Maximilian (* 1993), deutscher Politiker (FDP), MdB
- Funke-Schmidt, Anny (1904–1967), deutsche Bildhauerin
- Funke-Schmitt-Rink, Margret (1946–1998), deutsche Politikerin (FDP), MdB
- Funke-Stern, Monika (* 1943), deutsche Filmemacherin und Autorin
- Funke-Wieneke, Jürgen (* 1944), deutscher Sportpädagoge und Hochschullehrer
- Funkel, Friedhelm (* 1953), deutscher Fußballspieler und -trainerFriedhelm Funkel (* 1953)

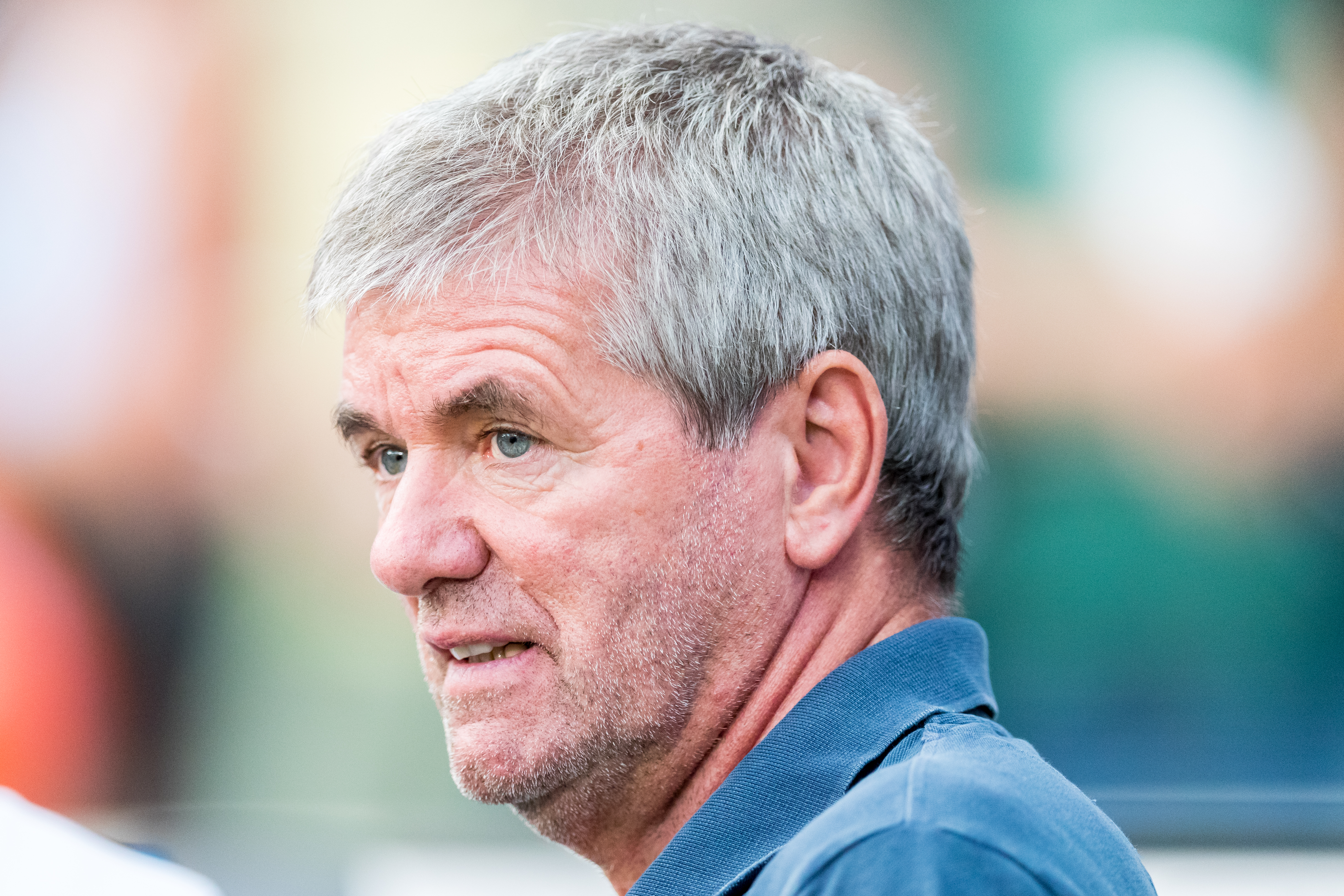
Friedhelm Funkel (* 1953)

- Funkel, Wolfgang (* 1958), deutscher Fußballspieler und -trainer
- Fünkele, Martin (* 1973), deutscher Sportjournalist
- Funkelin, Jakob, reformierter Theologe und Dramatiker
- Funken, Christiane (* 1953), deutsche Soziologin
- Funken, Hermann (1891–1970), deutscher Politiker (NSDAP)
- Funken, Michael (1922–2006), deutscher Politiker (CDU), MdL
- Funken, Michael (* 1963), deutscher Publizist, ZDF-Redakteur und promovierter Philosoph
- Funken, Sandra (* 1980), deutsche Politikerin (CDU), MdL
- Funken, Stefan (* 1966), deutscher Mathematiker und Hochschullehrer
- Funkenhauser, Hedwig (* 1969), deutsche Degenfechterin
- Funkenhauser, Zita (* 1966), deutsche Florettfechterin
- Funkenstein, Amos (1937–1995), israelischer Historiker
- Funkenstein, Josef (* 1909), deutscher Historiker
- Funkerman (* 1975), niederländischer House-DJ und Produzent
- Funkhänel, Karl Hermann (1808–1874), deutscher Philologe und Pädagoge
- Funkhouser, Mark (* 1949), US-amerikanischer Politiker
- Funki Porcini, britischer Musiker und DJ
- Fünkler, Emmerich († 1643), katholischer Priester, Benediktiner und Abt
- Funkmaster Flex (* 1968), US-amerikanischer Radiomoderator und DJ
- Funkstar De Luxe (* 1973), dänischer Musikproduzent
- Funky (* 1974), mexikanisch-US-amerikanischer Musiker und Vertreter des christlichen Reggaeton

### Funm
- Funmi, Iyanda (* 1971), nigerianische Talkshow- und Radio-Moderatorin, Journalistin und Bloggerin

### Funn
- Funnekötter, Peter (* 1946), deutscher Ruderer
- Funnell, Philippa (* 1968), britische Vielseitigkeitsreiterin

### Funs
- Funsten, David (1819–1866), US-amerikanischer Jurist, Politiker und Offizier
- Funston, Edward H. (1836–1911), US-amerikanischer Politiker
- Funston, Frederick N. (1865–1917), US-amerikanischer Generalmajor

### Funt
- Funt, Allen (1914–1999), US-amerikanischer Fernseh-Produzent
- Funtek, Anton (1862–1932), slowenischer Schriftsteller
- Funtek, Leo (1885–1965), finnischer Violinist, Dirigent, Komponist und Musikpädagoge
- Funtek, Sandor (* 1990), französischer Filmschauspieler
- Fünten, Ferdinand aus der (1909–1989), deutscher Leiter der Zentralstelle für jüdische Auswanderung in Amsterdam im Dritten Reich
- Füntmann, Florian (* 1981), deutscher Gitarrist

### Funu
- Funun, Sängersklavin

### Funy
- Fun’ya no Yasuhide, japanischer Dichter